# Поздышевская
Поздышевская — деревня в Каргопольском районе Архангельской области России. Входит в состав муниципального образования «Ошевенское».

## История
В «Списке населенных мест Российской империи», изданном в 1879 году, населённый пункт упомянут как деревня Поздышевская (Поздышева) Каргопольского уезда (1-го стана), при колодцах, расположенная в 22 верстах от уездного города Каргополь. В деревне насчитывалось 16 дворов и проживало 104 человека (50 мужчин и 54 женщины). Функционировали православная часовня, мельница и кузница.

В 1905 году население деревни составляло 157 человек (81 мужчина и 76 женщин). Насчитывалось 27 дворов и 31 семья. Имелся скот: 29 лошадей, 35 коров и 120 голов прочего скота. В административно-территориальном отношении село входило в состав Верхнечурьегского общества Нифантовской волости Каргопольского уезда.

В 1929—1975 годах деревня входила в состав Поздышевского сельсовета. С 1975 является частью Ошевенского сельсовета.

## География
Деревня находится в юго-западной части Архангельской области, в верховьях реки Шардуша (бассейн Онеги), на расстоянии примерно 22 километров (по прямой) к северо-северо-западу (NNW) от города Каргополь, административного центра района. Абсолютная высота — 252 метра над уровнем моря.

### Часовой пояс
Поздышевская, как и вся Архангельская область, находится в часовой зоне МСК (московское время). Смещение применяемого времени относительно UTC составляет +3:00.

## Население
| 2002 | 2010 | 2012 |
| ---- | ---- | ---- |
| 11   | ↘4   | →4   |

Национальный состав
Согласно результатам переписи 2002 года, в национальной структуре населения русские составляли 100 %.